# Riitta Myller
Riitta Myller este un om politic finlandez, membru al Parlamentului European în perioada 1999-2004 din partea Finlandei.
1. ↑  Riitta Myller, Česko-Slovenská filmová databáze
2. 1 2  Finnish MP database
3. ↑  pace.coe.int
4. ↑  Deputații în Parlamentul European